# Agence européenne pour la sécurité et la santé au travail
Pour les articles homonymes, voir OSHA.
 (août 2012).
Si vous disposez d'ouvrages ou d'articles de référence ou si vous connaissez des sites web de qualité traitant du thème abordé ici, merci de compléter l'article en donnant les références utiles à sa vérifiabilité et en les liant à la section « Notes et références ».
L’Agence européenne pour la sécurité et la santé au travail (AESST; en anglais : European Agency for Safety and Health at Work, EU-OSHA) est une agence communautaire créée le 18 juillet 1994 par un règlement du Conseil. Elle est basée à Bilbao, en Espagne.

## Base légale
La base légale des activités de l'Agence repose sur le traité de l'union européenne, sur une directive-cadre et sur des règlements du Conseil : 
L'article 153 du traité confère à l'UE le pouvoir d’adopter des directives dans le domaine de la sécurité et la santé au travail.
La directive-cadre européenne relative à la sécurité et à la santé au travail (directive 89/391 CEE) est adoptée en 1989. Elle garantit des conditions minimales de sécurité et de santé à travers l'Europe tout en autorisant les États membres à maintenir ou à mettre en place des mesures plus strictes. Elle ouvre la voie à la création de l'Agence en 1994.
- Le premier règlement du Conseil de 1994 (2062/94)[2] : « En vue de promouvoir l'amélioration, notamment du milieu de travail, pour protéger la sécurité et la santé des travailleurs, tel que prévu par le traité et par les programmes d'action successifs relatifs à la sécurité et à la santé sur le lieu de travail, l'Agence a pour objectif de fournir aux instances communautaires, aux États membres et aux milieux intéressés les informations techniques, scientifiques et économiques utiles dans le domaine de la sécurité et de la santé au travail. »
- Un second qui comprend 3 nouveaux États membres de l'Union européenne en 1995.
- Une mise à jour du règlement de l'Agence en ce qui concerne les nouvelles dispositions de l'Union européenne en matière financière et d'accès public aux documents.
- Une modification des structures de direction et de gestion de l'Agence.

## Description
Le nombre et la diversité des problèmes en matière de santé et de sécurité au travail (SST) auxquels l’Europe est confrontée sont trop importants pour qu’un seul État membre ou une unique institution puisse y faire face avec ses ressources et son expertise. L’amélioration continue de la santé et de la sécurité au travail est en outre un objectif clé de la politique européenne en matière sociale et dans le domaine de l’emploi. C’est la raison pour laquelle l’Agence européenne pour la sécurité et la santé a été fondée: rassembler et partager la somme considérable des connaissances et des informations engrangées à l’échelle européenne sur les questions de SST, en particulier en ce qui concerne les bonnes pratiques de prévention.
L’agence joue un rôle de catalyseur en ce qui concerne la production, l’analyse et la diffusion d’informations destinées à améliorer la santé et la sécurité au travail en Europe. En plus de mettre sur pied un réseau complet de sites consacrés à la sécurité et à la santé, l’agence déploie des campagnes et met en œuvre un programme de publications diversifiées, allant des rapports d’information spécialisés aux fiches d’information, et concernant un vaste éventail de problèmes de SST.
Les points focaux nationaux, qui constituent l’organisation de faîte en matière de SST dans leur pays, coordonnent et diffusent des informations de l’agence sur le plan national. De plus, l’agence coopère avec un large éventail de partenaires, notamment la Commission européenne, d’autres institutions européennes et les partenaires sociaux européens, ainsi qu’avec des organisations internationales et des organisations spécialisées en santé et sécurité du monde entier.

## Rôle
- rassembler et partager la somme des connaissances et des informations engrangées à l’échelle européenne sur les questions de SST, en particulier en ce qui concerne les bonnes pratiques de prévention;
- production, l’analyse et la diffusion d’informations destinées à améliorer la santé et la sécurité au travail en Europe

## Organisation
L'Agence est administrée par un directeur et dispose d'un conseil d'administration constitué de représentants des gouvernements, des employeurs et des travailleurs issus des 27 États membres, ainsi que de représentants de la Commission européenne. Le conseil d'administration est constitué d'un bureau.
Depuis 2011, la directrice est Christa Sedlatschek.

## Compléments